# Râul Gârdomanu
Râul Gârdomanu este un curs de apă, afluent al râului Scurtu. 

## Hărți
- Harta Munții Godeanu  Arhivat în 11 octombrie 2008, la Wayback Machine.